# دانيال جاكوبي
دانيال جاكوبي (بالفرنسية: Daniel Jacoby)‏ هو كاتب ومحامي فرنسي، ولد في 1933.